# Kawasaki Ki-28
Kawasaki Ki-28 (キ28 Ki-Nijuhachi), tên mã Đồng minh đặt trong Chiến tranh thế giới II là "Bob", là một mẫu máy bay tiêm kích thử nghiệm thiết kế cho Lục quân Đế quốc Nhật Bản.

## Quốc gia sử dụng

### Quân sự
Nhật Bản
- Không lực Hải quân Đế quốc Nhật Bản

## Tính năng kỹ chiến thuật
Dữ liệu lấy từ Famous Aircraft of the World, no.76: Japanese Army Experimental Fighters (1); Japanese Aircraft, 1910-1941
Đặc điểm tổng quát
- Kíp lái: 1
- Chiều dài: 7,9 m (25,92 ft)
- Sải cánh: 12 m (39,37 ft)
- Chiều cao: 2,60 m (8,53 ft)
- Diện tích cánh: 19 m² (204,52 ft²)
- Trọng lượng rỗng: 1.420 kg (3.130 lb)
- Trọng lượng có tải: 1.760 kg (3.880 lb)
- Trọng tải có ích: 340 kg (750 lb)
- Động cơ: 1 × Kawasaki Ha-9-II-Ko, 800 hp (597 kW)
- Cánh quạt: 1 propeller
  - Đường kính cánh quạt: 2,90 m (10 ft)

 Hiệu suất bay 
- Vận tốc cực đại: 485 km/h (262 kn, 301 mph)
- Tầm bay: 1.000 km (540 nmi, 620 mi)
- Trần bay: 11.000 m (36.000 ft)
- Tải trên cánh: 92,6 kg/m² (18,97 lb/ft²)
- Công suất/trọng lượng: 0,33 kW/kg (0,45 hp/kg; 0,20 hp/lb)

Trang bị vũ khí

- Súng: 2 × súng máy 7,7 mm (.303 in)